# Vintereg
Vintereg (Quercus petraea), også skrevet Vinter-Eg, er et stort træ, der i Danmark især vokser i skove og krat i Vestjylland. Det ligner den almindelige stilkeg, men bladene har 5-9 par lapper og deres bladstilk er lidt længere (10-15 mm), mens frugtstandens stilk til gengæld er kortere (kun 0-2 cm).

## Beskrivelse
Vintereg er et stort, løvfældende træ med hvælvet krone. Stammen er kort og tyk med svære og vredne hovedgrene, der sidder vandret ud. Barken er først glat og olivengrøn med grålig dug. Senere skaller barken af i tynde flager, og til sidst bliver den grå og furet. Knopperne er spredte, kegleformede og lysebrune. De er tæt samlet mod skudspidsen, hvor endeknoppen er tydeligt større end de andre.
Bladene er omvendt ægformede med kileformet stilkende, brede, afrundede lapper og hel rand. Oversiden er mørkegrøn og læderagtig, mens undersiden er meget lyst grøn. Høstfarven er gullig, og bladene bliver siddende langt hen på vinteren. Blomsterne er samlet i rakler. Frugterne, agern, er ustilkede og modner på ét år.
Rodnettet består af en kraftig, lodret pælerod med kraftige siderødder.
Højde x bredde og årlig tilvækst: 40 x 30 m (30 x 30 cm/år).

## Voksested
Vintereg optræder blandet med andre løvtræer på let, tør og sur bund. Desuden er den skovdannende på tung og vandlidende jord. Den er udbredt fra England til europæisk Rusland. I Danmark er den hyppigst i Vestjylland. Den ses spredt i skovene i hele landet, en mindre gruppe kan f.eks. ses i universitetsparken i Århus lige øst for Naturhistorisk Museum.

## Anvendelse

### Krav til voksestedet
Overjorden skal helst være humusrig, mens råjorden kan være alt fra stift ler til magert grus. pH bør ligge mellem 5 og 6. Træet tåler kulde, blæst og en del skygge (i ungdommen).
Vintereg er et lystræ, dvs. at det kræver meget lys, men lader også lys trænge ned til skovbunden. Løvet er mulddannende og pH-hævende. Vintereg trives på lettere og mere tør jord end stilkeg. Det skyldes at kimplanterne har en dybere og mindre forgrenet rod.

### Gode frøkilder
Der er ikke udvalgte sorter i handlen. I stedet sælges frøformerede planter. Foretræk danske frøkilder eller den norske fra Agder[kilde mangler] ved Oslofjorden.

### Bruges til
Solitærtræ, gårdtræ, allétræ, grupper, læ- og rammebeplantninger, klippet hæk eller overstander.

### Plantes sammen med
Andre store træer, skovbundsstauder eller surbundsplanter.

### Pasning
Plant vintereg i den bladløse tid. Træet har pælerod, og etablerer sig derfor kun langsomt. Foretræk små træer med et forholdsvist stort rodnet. Sørg for, at plantehullet er godt løsnet i bunden. Giv større træer forankring til en kort stok i 3-4 år. Vanding eller gødskning bør ikke være nødvendig. Etableringsbeskæringen skal sikre ét gennemgående topskud og et velfordelt grenskelet. Senere bør beskæring begrænses mest muligt for at hindre vanrisdannelse. Men træet tåler enhver form for beskæring, tilmed total nedskæring.

## Billeder
- Vinteregs knopper er slanke og ulige store
- Blade og agern
- Habitus
- Stamme